# Gastronomía del norte de la India

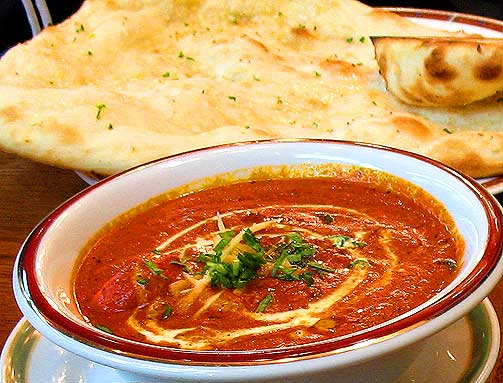
pollo mantequilla y un naan - Imagen típica de la cocina del norte de la India.

La gastronomía del norte de la India corresponde a las tradiciones culinarias de los pueblos existentes en la región norte de la India, esta zona comprende a la parte no peninsular del subcontinente indio. La cocina comparte características con las cocinas de Pakistán y Bangladés.
Se trata de una forma de cocinar cremosa y con currys suaves. Uno de los métodos de cocina típicos del norte es el cocinado en el horno indio denominado tandurí. Uno de los alimentos básicos de esta zona de la India es el paratha, una especie de pan plano que se sirve junto con las comidas. Otro alimento básico son los arroces que se cocinan en forma de pulaos (pilafs).